# Осада Компьена
Осада Компье́на (фр. Siège de Compiègne, англ. Siege of Compiègne) — боевая операция Столетней войны, продолжавшаяся с мая до конца октября 1430 года. Суть её заключалась в обороне жителей и гарнизона города Компьень и пришедших к ним на помощь французских отрядов от войск бургундского герцога Филиппа.
Оборона Компьена стала последним сражением Столетней войны, в котором принимала участие Жанна д’Арк. Её боевой путь завершился захватом её в плен бургундцами в ходе одной из небольших стычек у городских стен 23 мая 1430 г. Хотя конечном итоге осада Компьена завершилась поражением бургундцев, эта победа досталась Франции слишком высокой ценой: потеря самого успешного и харизматичного командира была весьма тяжелым ударом.

## Предыстория
На этом этапе Столетней войны фактически независимое герцогство Бургундия находилось в военном союзе с Англией. Английским регентом Франции был Джон, герцог Бедфорд. Вместе с бургундским герцогом Филиппом III Добрым (правил в 1419—1467 гг.) в течение десяти лет они завоевали почти всю Францию к северу от Луары. Однако в 1429 г. англичане и бургундцы понесли ощутимые потери в боях с французскими отрядами под предводительством Жанны д’Арк и герцога Алансонского.
В битве при Пате 18 июня 1429 года французы нанесли англичанам сокрушительное поражение и продолжили движение на северо-восток, не встречая никакого сопротивления. Все города на этом пути встречали их с миром. Компьень был в стороне от этого направления, к северу от Парижа, но вместе с несколькими другими городами заявил о своей верности Карлу VII сразу после его коронации в Реймсе. До этого Компьень находился под контролем бургундцев.

## Накануне осады
В марте 1430 года у французского командования появилась информация, что Филипп Добрый планирует осадить город. Жители Компьена выразили бурное нежелание вновь оказаться под властью бургундцев. Командир французского гарнизона города Гильом де Флави начал готовиться к бою.
Жан II Люксембург, граф Линьи 4 апреля 1430 года возглавил авангард бургундских войск. Сам герцог Филипп Добрый 22 апреля направился к Компьену с севера. Герцог Бедфорд тем временем ожидал в Кале прибытия своего девятилетнего племянника, недавно коронованного Генриха VI Английского.
Филипп Добрый планировал восстановить контроль над городами по течению Уазы. Король Франции Карл VII понимал, что Компьену требуется серьёзная и незамедлительная военная помощь.
Жанна д’Арк ещё в марте начала готовиться к походу, но после неудачной попытки штурма Парижа в сентябре 1429 года её не допускали до командования сколько-нибудь значимыми силами. К апрелю ей удалось собрать лишь отряд из 300—400 добровольцев. Она отправилась в Компьень (возможно, даже не дождавшись санкции короля) и прибыла в город 14 мая 1430 года.

## Начало осады. Захват в плен Жанны д’Арк
В последующие дни произошло несколько столкновений. Филипп Добрый подошел к Шуази (небольшой крепости, защищавшей Компьень с северо-востока) и мощной бомбардировкой выбил оттуда отряд Луи де Флави (брата коменданта Компьена). 18 мая Жанна д’Арк предприняла попытку застать бургундцев врасплох у Суассона, отправив туда отряд. Однако комендант крепости и жители города отказали им в поддержке и заявили о своей лояльности бургундцам.
23 мая Жанна решила нанести внезапный удар по позициям бургундцев в Марньи (к северо-западу от Компьена). Позиции бургундцев на этом участке были, по её мнению, наиболее уязвимы. Однако внезапного нападения не получилось. Жан Люксембург, проводя объезд территории, заметил приготовления французов и успел развернуть войска. Французы оказались в численном меньшинстве. К Марньи подходили свежие бургундские части и Жанна д’Арк приказала отступать, а сама осталась во главе арьергарда.
Последующие события остаются предметом споров. Городские ворота оказались закрытыми перед Жанной и её небольшим отрядом, прикрывавшим общее отступление. Что это было — разумная и единственно возможная мера защиты города от захвата или предательство как способ избавиться от назойливого присутствия Жанны? Американский военный историк Келли Девриз считает, что «сторонники обеих версий должны последовательно оценить все положительные и отрицательные стороны той роли, которую сыграл в этой ситуации комендант Гильом де Флави». Так или иначе, французский арьергард, вероятно, был обречен.
В плен Жанну взял Лионель, бастард Вандомский, который был на службе у графа Линьи. Вместе с ней был захвачен один из её братьев, оруженосец и ещё несколько человек.

## Дальнейший ход событий. Итоги битвы
Несмотря на трагедию, произошедшую 23 мая, большая часть защитников Компьена успела укрыться за стенами города. Между тем, положение города продолжало ухудшаться. В июне-июле к бургундцам присоединился крупный отряд английских лучников (1-2 тыс. солдат). В последующие недели англо-бургундское войско ещё туже затянуло кольцо осады: были захвачены все ключевые укрепления и форты в окрестностях Компьена.
Наконец, в октябре к Компьену подошло долгожданное войско под предводительством маршала Франции Жана де Бросса (барона де Буссака) и Потона де Сентрайля. 23 октября воодушевленные горожане своими силами пошли на штурм одного из захваченных фортов. Жан Люксембург, опасаясь возможности оказаться зажатым меж двух неприятельских отрядов, не решился контратаковать. Части де Буссака вошли в Компьень.
Боевой дух в бургундских частях упал, началось массовое дезертирство. В ночь 25-26 октября Жану Люксембургу пришлось отдать приказ об отходе. Бургундцы и англичане отступали в большой спешке, французам досталось огромное количество военных трофеев, в том числе и почти все артиллерийские орудия и боезапасы бургундцев.
Осада Компьена, продолжавшаяся немногим менее полугода, была снята. Французы овладели всеми близлежащими крепостями и прочно закрепились к северу от Парижа.